# BMJ
The BMJ, tot 1988 geheten British Medical Journal, is een medisch tijdschrift. De uitgeverij (BMJ Publishing Group) is in handen van de British Medical Association (BMA).
Het is internationaal een van de bekendste medische tijdschriften. waarin gerenommeerd en peer-reviewed onderzoek naar geneeskundige onderwerpen wordt gepubliceerd. Het is in dit opzicht vergelijkbaar met bladen als The Lancet, de New England Journal of Medicine en de Journal of the American Medical Association. Een bijzonderheid is dat van The BMJ, als enige van deze bladen, de wetenschappelijke artikelen gratis, met Creative Commons-licentie, op internet zijn in te zien. Sinds 2008 worden alle artikelen voor het uitkomen van het gedrukte weekblad op internet gepubliceerd.  Sinds 2009 zijn ook alle oude jaargangen, vanaf het begin in 1840, via internet, tegen betaling in te zien.